# Deux-Verges
Deux-Verges ist eine französische Gemeinde mit 53 Einwohnern (Stand: 1. Januar 2022) im Département Cantal in der Region Auvergne-Rhône-Alpes (bis 2015 Auvergne). Sie gehört zum Arrondissement Saint-Flour und zum Gemeindeverband Saint-Flour Communauté.

## Geografie
Die Gemeinde Deux-Verges liegt im Nordosten der zum Zentralmassiv zählenden Landschaft Aubrac, etwa 35 Kilometer südlich von Saint-Flour und 75 Kilometer nordöstlich von Rodez. Das 11,2 km² umfassende Gemeindegebiet ist – anders als die baumlosen Hochflächen des zentralen Aubrac – etwa zur Hälfte mit Wald bedeckt. Der Gebirgsbach Remontalou entspringt in Deux-Verges und entwässert nach Norden zur Truyère. Das leicht gewellte Hochplateau erreicht am Gipfel des Puy de la Tuile 1286 Meter über dem Meer. Die Gemeinde besteht aus zahlreichen Einzelhöfen und einigen Weilern, darunter das namengebende Deux-Verges mit kaum einem Dutzend Gebäuden, darunter Kirche und Rathaus (auf 1030 Metern über dem Meer). Weitere Weiler sind La Borie Basse (990 m),  Le Graulès (1050 m), Boussols (1065 m) und Les Coursières (1125 m). Das Gemeindegebiet gehört zum Regionalen Naturpark Aubrac. Umgeben wird Deux-Verges von den Nachbargemeinden Chaudes-Aigues im Nordwesten und Norden, Anterrieux im Nordosten, Saint-Rémy-de-Chaudes-Aigues im Südosten und Süden sowie Jabrun im Südwesten.

## Bevölkerungsentwicklung
| Jahr                       | 1962 | 1968 | 1975 | 1982 | 1990 | 1999 | 2006 | 2013 | 2021 |
| Einwohner                  | 74   | 63   | 64   | 69   | 59   | 61   | 59   | 53   | 52   |
| Quellen: Cassini und INSEE |      |      |      |      |      |      |      |      |      |

Im Jahr 1841 wurde mit 216 Bewohnern die bisher höchste Einwohnerzahl ermittelt. Die Zahlen basieren auf den Daten von cassini.ehess und des Institut national de la statistique et des études économiques.

## Sehenswürdigkeiten
- Kirche Saint-Médard
- zahlreiche Weg- und Flurkreuze

## Wirtschaft und Infrastruktur
In der ländlich geprägten Gemeinde Deux-Verges sind neun Landwirtschaftsbetriebe ansässig (ausschließlich Rinderzucht und Milchviehhaltung).
Westlich von Deux-Verges verläuft die Fernstraße D921 von Saint-Flour nach Espalion. Der nächste Bahnhof befindet sich etwa 26 Kilometer westlich in der Stadt Saint-Chély-d’Apcher an der Bahnstrecke von Paris über Clermont-Ferrand und Millau nach Béziers. In Saint-Chély-d’Apcher besteht auch ein Anschluss an die Autoroute A75.

## Belege
1. ↑  Deux-Verges auf cassini.ehess.fr
2. ↑  Deux-Verges auf insee.fr insee.fr
3. ↑  Landwirtschaftsbetriebe auf annuaire-mairie.fr (französisch)